# Невада (Равно)
Невада је насељено мјесто у Босни и Херцеговини, у општини Равно, које административно припада Федерацији Босне и Херцеговине. Према попису становништва из 2013. ово мјесто је без становника.

## Становништво
| Националност       | 1991. | 1981. | 1971. | 1961. |
| Срби               | 7     | 9     | 28    | 36    |
| Југословени        |       | 1     |       |       |
| остали и непознато |       |       |       |       |
| Укупно             | 7     | 10    | 28    | 36    |

| Демографија | Демографија | Демографија |
| Година      | Становника  | Становника  |
| ----------- | ----------- | ----------- |
| 1961.       | 36          |             |
| 1971.       | 28          |             |
| 1981.       | 10          |             |
| 1991.       | 7           |             |
| 2013.       | 0           |             |